# 용인종합운동장

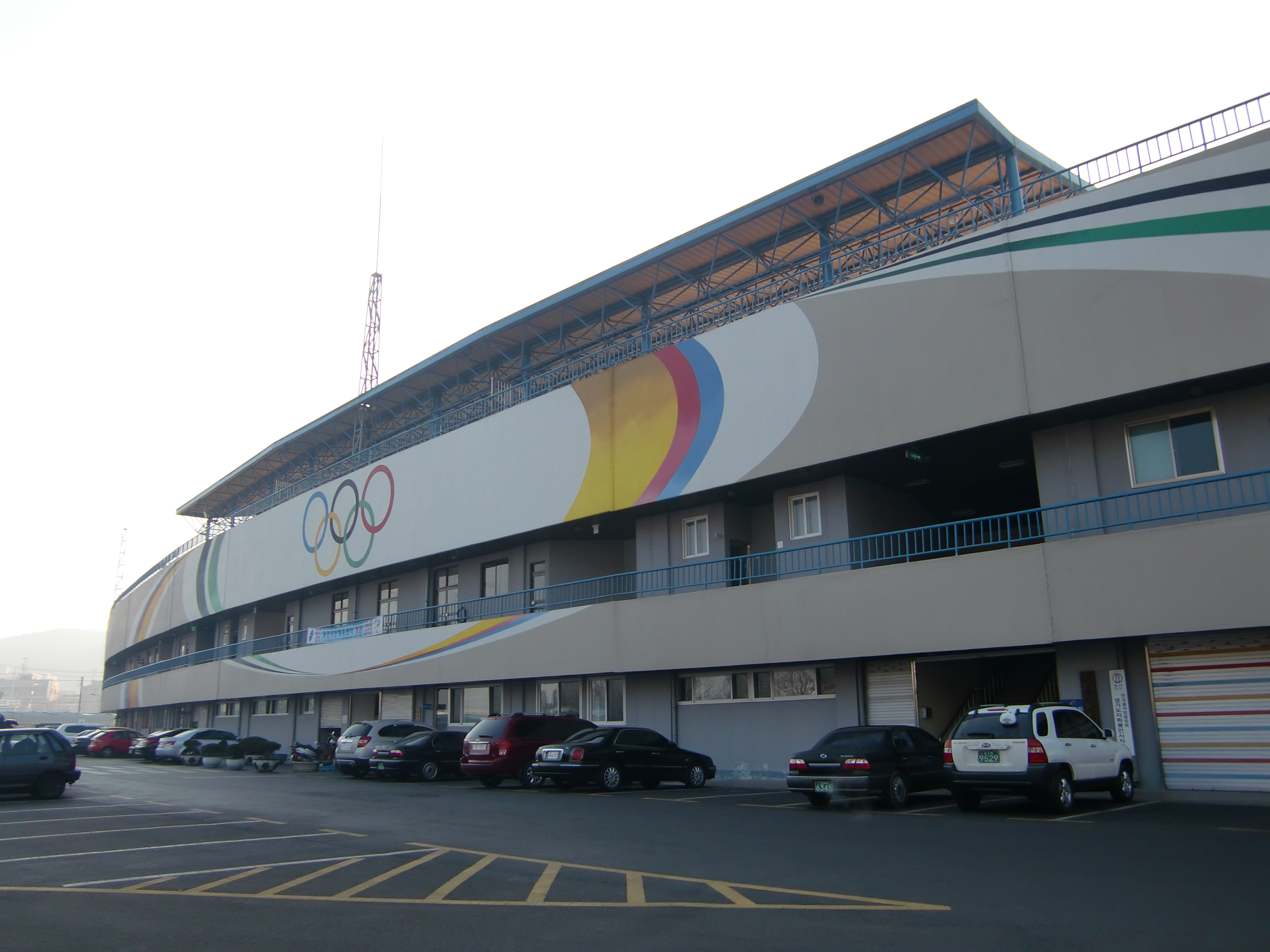
주 경기장 외관

용인종합운동장(龍仁綜合運動場, Yongin Stadium)은 대한민국 경기도 용인시에 있었던 스포츠 시설이다. 1982년 건립 및 실시 계획 인가와 1985년 9월 4일에 종합운동장 설립 승인을 받고 같은 해 12월에 준공하였다. 1997년에는 씨름장 설치가 승인되었으며, 1998년에 씨름장을 준공하였다.
1999년 10월부터 용인도시공사가 위탁받아 운영했다. 이후 2022년 4월 18일부터 시설을 폐장한 후 철거되었다.

## 연혁
- 1982년 건립, 실시 계획 인가
- 1985년 9월 4일 종합운동장 입지 승인, 12월 준공
- 1997년 씨름장 입지가 승인, 1998년 씨름장 준공
- 1999년 10월 용인시 시설관리공단 위탁 운영
- 2001년 10월 인조 잔디 설치, 트랙 공사를 준공
- 2004년 LED컬러 전광판 설치
- 2006년 장애인 관람석, 승강기 설치
- 2006년 ~ 2007년 조명탑 설치
- 2022년 철거

## 설립 배경
광복 후 운동장이 없어서 용인시(당시 용인군)는 시도 주체의 행사나 중·고등학교 대항 체육대회 등의 각종 행사를 열 수가 없었다. 제대로 된 운동장이 필요함에 따라, 1960년대 초 마평리 산업도로 인근에 당시 용인군 공설운동장이라는 이름으로 건설하였다. 그러나 개발 붐이 일어나면서 운동장은 점차 택지로 변했고, 시의 규모가 날로 커지면서 체육 활동이 빈번히 이루어지게 되었다. 1985년 12월 경기도 용인시 처인구 마평동에 용인시 종합운동장을 10여 년에 걸친 대대적인 공사를 집행하여 준공하였다.
용인시는 1996년 3월 1일 용인읍이 분동되는 도농복합의형태 시로 승격이 요청되면서 도농복합형시로 승격이 되었고 용인 시민의 체력 향상과 각종 체육 활동이 활발해짐에 따라 1998년 씨름장 준공을 시작으로 2001년 10월 인조 잔디 설치, 트랙 공사를 준공, 2004년 LED컬러 전광판 설치, 2006년 장애인 관람석, 승강기 설치, 2006년 ~ 2007년 조명탑 설치 등 시설이 확충되었다.

## 주경기장
1985년에 완공되어 축구와 육상 경기를 할 수 있는 다목적경기장인 주경기장은 12,000석의 좌석으로 도내 최고의 경기장으로 평가를 받았다. 과거 내셔널리그 소속의 용인시청 축구단과 K3리그 소속의 용인 시민축구단 홈구장으로 쓰이고 있다.
2001년 10월 인조 잔디 설치 및 트랙 공사를 준공하였고 2004년 LED컬러 전광판을 설치하였다. 2006년 장애인 관람석 및 승강기를 설치하였고, 2007년에 조명탑을 각각 1개소씩 설치하였다. 부지 면적 47,616m2, 경기장 면적 23,450m2, 건축 면적 6,022m2, 관람석 12,000석으로 이루어져 있다.
그러나 주경기장 및 씨름장 부지가 무허가 건물이라는 사실이 드러났고, 주경기장 부지의 일부가 국토교통부 소유 부지를 무단으로 점용했다는 사실이 드러나 지역 사회에서 비난을 받았다. 결국 시설 노후화까지 겹쳐서, 2018년 1월 1일 삼가동에 개장한 용인미르스타디움에 경기장 기능을 넘긴 후 2022년 4월 18일에 폐장되고 동년 11월에 철거됐다.
철거를 앞두었을 때 마평동 경기장 부지에는 용인공용버스터미널의 이전설 및 공원 조성설이 돌았지만, 2022년 지방선거에서 당선된 이상일이 용인시장으로 취임한 후 노후화된 처인구청사를 옛 종합운동장 자리로 옮겨서 신축하는 것으로 결정되어 행정타운이 들어설 예정이다. 이에 따라 운동장·송담대역은 2024년 1월 29일에 용인중앙시장역으로 개칭했다.

## 그 외
주경기장 이외에 족구장, 인라인 스케이트장 등이 있다. 한때 용인종합운동장은 육상 경기장 8레인(6,664m2), 세단뛰기 1개소, 장대높이뛰기 1개소, 배구장 1면, 투포환 장 1개소, 멀리뛰기 1개소, 축구 및 각종 행사를 할 수 있는 인조 잔디 구장 1면(8,105m2, 축구장 7,140m2)과 별도로 씨름장과 게이트볼장 등의 시설을 갖추고 있었지만 예산과 자금 문제로 행사 규모를 축소하고 있다.

## 참고 문헌
- “용인종합운동장”. 용인도시공사.[깨진 링크(과거 내용 찾기)]
- 〈용인종합운동장〉. 《한국향토문화전자대전》. 한국학중앙연구원.[깨진 링크(과거 내용 찾기)]
- 〈용인종합운동장〉. 《두피디아》. 두산.
- 《전국 공공체육 시설 현황 (2017년말 기준)》. 대한민국 문화체육관광부. 2019.
- 《2019년 전국 공공체육시설 현황 (2018년말 기준)》. 대한민국 문화체육관광부. 2020.
- 《2020년 전국 공공체육시설 현황 (2019년말 기준)》. 대한민국 문화체육관광부. 2021.
- 《2023 전국 공공체육시설 현황 (2022년 12월말 기준)》. 대한민국 문화체육관광부. 2024.

## 같이 보기
- 용인실내체육관